# South Fulton (Georgia)
South Fulton ist eine Stadt im Fulton County des US-Bundesstaates Georgia. Sie hat 107.436 Einwohner (Stand: Volkszählung 2020) und ist Teil der Metropolregion Atlanta. Sie zählt zu den größten Städten in Georgia und wurde 2017 aus dem Zusammenschluss verschiedener Vorstadtsiedlungen gegründet.

## Geschichte
Das Gebiet war bis 2017 Teil des Fulton County und wurde von ihm verwaltet. Im Jahr 2007 stimmte die Region in einem Referendum mit 85 % gegen die Bildung einer Gemeinde. Die Generalversammlung von Georgia verabschiedete 2016 den Gesetzentwurf HB514 zur Gründung von South Fulton, der am 29. April 2016 von Gouverneur Nathan Deal unterzeichnet wurde. Am 8. November stimmten 59 % der Bürger von South Fulton für die Bildung einer Stadtverwaltung. Anfang 2017 fanden in South Fulton am 21. März Wahlen statt, gefolgt von Stichwahlen, bevor die Gemeindegründung am 1. Mai in Kraft trat.
Dieses Referendum, wie auch das vorherige, war Teil einer „Cityhood-Bewegung“ im Großraum Atlanta, die mit der Gründung von Sandy Springs im Jahr 2005 auf der gegenüberliegenden Seite von Atlanta begann, wobei mehrere weitere Siedlungen im Fulton County 2007 für Gemeindegründungen stimmten.

## Demografie
Nach der Volkszählung von 2020 leben in South Fulton 107.436 Menschen. Die Bevölkerung teilte sich im selben Jahr auf in 3,5 % Weiße, 90,5 % Afroamerikaner, 0,4 % Asiaten, 0,2 % Amerikanische Ureinwohner 1,9 % Andere und 3,3 % mit zwei oder mehr Ethnizitäten. Hispanics oder Latinos aller Ethnien machten 7,5 % der Bevölkerung aus. Das mittlere Haushaltseinkommen lag 2019 bei 65.919 US-Dollar und die Armutsquote bei 9,1 %.